# Mor lam

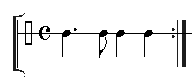
Ritme van mor lam

Mor lam (Thais alfabet หมอลำ) is een eeuwenoude muziekvorm van Laotiaanse herkomst. De muziekvorm is zeer populair in zowel Laos (ook wel Lam Lao genoemd) als de Isaan regio van Thailand. Mor lam betekent letterlijk vertaald expert lied of expert zanger in referentie naar de muziek zelf of de uitvoerende. De muziek wordt gekarakteriseerd door een groot tonaal bereik en plotselinge veranderingen van prestissimo tempo.
Thaise geleerden denken dat de muziek stamt van Sjamanistische spreuken. Maar de overeenkomst met het centraal Thaise lam tad doen eerder geloven dat het een geformaliseerd hofmakingsritueel is.
De traditionele instrumenten gebruikt in de mor lam zijn:
- De Khaen: een mond pijp orgel, bestaand uit 14 bamboe buizen boven een mondstuk.
- De Phin: een luit, normaal gesproken met 3 snaren.
- De Ching: kleine bellen

Vormen van mor lam:
- mor lam klon, of ballades
- mor lam mu, of opera;
- mor lam soeng, voor een dansgroep
- mor lam sing, de moderne elektrische vorm

## Artiesten
Voorbeelden van artiesten en groepen die actief zijn in het mor lam-genre:
- Apichat Pakwan
- Christy Gibson, Nederlands-Britse zangeres in Thailand die mor lam zingt
- Mike Phiromphon
- The Paradise Bangkok Molam International Band
- Vieng Narumon